# غلف
الغلف  (الاسم العلمي: cissus rotundifolia) هو جنس نباتات متسلقة ينتمي للفصيلة الكرمية. يسمى أيضاً الحلص في أرض اليمن، ينتشر الغلف في جنوب جزيرة العرب، وأرض اليمن، وفي شرق أفريقيا، حيث ينتشر في الأماكن الدافئة وفي سفوح الجبال وبطون والوديان.